# هانهوفن
هانهوفن (به آلمانی: Hanhofen) یک شهر در آلمان است که در راین-پفلاتس-کرایس واقع شده‌است. هانهوفن ۲٬۴۹۴ نفر جمعیت دارد.

## خواهرخوانده
شهر Kondoros خواهرخواندهٔ هانهوفن هست.